# Lijst van spelers van NK Rudar Velenje
Deze lijst omvat voetballers die bij de Sloveense voetbalclub NK Rudar Velenje spelen of gespeeld hebben. De spelers zijn alfabetisch gerangschikt.

## A
- Maksut Azizi

## B
- Saša Bakarič
- Samir Balagic
- Krunoslav Beli
- Sebastjan Berko
- Peter Binkovski
- Jaka Bizjak
- Elvis Bratanovič
- Danijel Brezič
- Peter Breznik
- Christian Bubalovic
- Spasoje Bulajič

## C
- Dragan Čadikovski
- Ivica Car
- Ilir Çaushllari
- Kemal Čelić
- Sebastjan Celofiga
- Zlatko Cerimovic
- Fabijan Cipot
- Denis Čirič
- Branislav Čonka
- Slobodan Cosic
- Leon Črnčič
- Matjaz Cvikl

## D
- Mladen Dabanovič
- Rusmin Dedič
- Gjergji Dëma
- Dejan Djermanovič
- Branimir Djokic
- Darko Djukic
- Goran Dragic

## E
- Ismet Ekmečič

## F
- Gregor Fink
- Ivan Firer

## G
- Damjan Gajser
- Saša Gajser
- Marinko Galič
- Miha Golob
- Andrej Goršek
- Goran Granic
- Denis Grbič

## H
- Baskim Hajdari
- Denis Halilović
- Enver Hankic
- Mihael Hertelendi
- Janez Hudarin
- Miloš Hudarin

## I
- Jaka Ihbeisheh

## J
- Safet Jahič
- Senad Jahič
- Ziga Jamnikar
- Jernej Javornik
- Boštjan Jelečevič
- Alfred Jermaniš
- Aleš Jeseničnik
- Goran Jolic
- Nemanja Jozic
- Edin Junuzovic

## K
- Amir Karič
- Doris Kelenc
- Peter Klancar
- Denis Klinar
- Vladimir Kokol
- Matej Kolenc
- Marko Kolsi
- Slavko Komar
- Dejan Komljenovic
- Uroš Korun
- Dušan Kosič
- Jovisa Kraljevic
- Denis Kramar
- Aljaž Krefl
- Boštjan Kreft
- Aleš Križan
- Marko Križanič
- Rok Kronaveter

## L
- Dino Lalić
- Saša Lalovič
- Klemen Lavrič
- Martin Lenošek
- Tim Lo Duca

## M
- Arnel Mahmutovič
- Luka Majcen
- Erion Mehilli
- Mimes Mesic
- Mirza Mešič
- František Metelka
- Boris Mijatovič
- Almedin Muharemovič
- Elvis Muharemovic
- Alem Mujakovič
- Amel Mujakovič
- Alen Mujanovic

## N
- Nenad Novaković

## O
- Nik Omladič

## P
- Alen Pašagič
- Zoran Pavlovič
- Ozren Peric
- Ivica Pešic
- Robert Pevnik
- Matej Podlogar
- Niko Podvinski
- Marko Pokleka
- Luka Prašnikar
- Jože Prelogar
- Aleš Purg
- Dejan Purišič

## R
- Dalibor Radujko
- Almir Rahmanovic
- Arman Ramič
- Boštjan Ratković
- Renato
- Rok Roj
- Uroš Rošer
- Rajko Rotman
- Matjaž Rozman

## S
- Boban Savič
- Nezbedin Selimi
- Ilir Sillo
- Lovro Šindik
- Aljosa Sivko
- Janko Sribar
- Dragoslav Stakić
- Danijel Stankovic
- Nemanja Stjepanović
- Petar Stojnič
- Almir Sulejmanovič
- Peter Sumnik

## T
- Nikola Tolmir
- David Tomažič
- Marián Tomčak
- Boris Topič
- Dario Torbič
- Damjan Trifkovič

## V
- Dejan Versovnik
- Živojin Vidojevic
- Marko Vogric
- Robert Volk

## Z
- Gorazd Zajc
- Luka Zinko